# Andropromachus
Andropromachus is een geslacht van Phasmatodea uit de familie Phasmatidae. De wetenschappelijke naam van dit geslacht is voor het eerst geldig gepubliceerd in 1913 door Carl.

## Soorten
Het geslacht Andropromachus omvat de volgende soorten:
- Andropromachus bicolor (Kirby, 1904)
- Andropromachus guangxiense (Chen & He, 2000)
- Andropromachus scutatus Carl, 1913
- Andropromachus tonkinensis (Brunner von Wattenwyl, 1907)